# Генералка (посёлок)
Генералка — посёлок в Краснощёковском районе Алтайского края. Входит в состав Чинетинского сельсовета.

## История
Основан в 1871 г. В 1928 г. село Генералка состояло из 203 хозяйств, основное население — русские. В административном отношении являлся центром Генеральского сельсовета Бащелакского района Бийского округа Сибирского края..

## Население
| 1926 | 1997 | 1998 | 1999 | 2000 | 2001 |
| ---- | ---- | ---- | ---- | ---- | ---- |
| 1144 | ↘98  | ↘86  | ↗96  | ↘93  | ↘80  |
| 2002 | 2003 | 2004 | 2005 | 2006 | 2007 |
| →80  | ↘76  | ↘71  | →71  | ↘57  | ↘51  |
| 2008 | 2009 | 2010 | 2011 | 2012 | 2013 |
| ↘39  | ↘36  | ↗37  | ↗38  | ↗40  | ↘36  |

Национальный состав
Согласно результатам переписи 2002 года, в национальной структуре населения русские составляли 95 %.